# Augustyn Kordecki
Augustyn Kordecki, egentligen Klemens Kordecki, född 16 november 1603, död 20 mars 1673, var Prior över Jasna Góra klostret i Częstochowa. Han ledde försvaret av klostret under belägringen av svenskarna 1655.
Det glänsande försvarat av den heliga platsen, vilket Kordecki senare själv skildrade, blev den tändande gnistan för det polska upproret och återupplivandet av kämpakraften, som blev vändpunkten i Karl X Gustafs polska krig.